# República de Egipto (1953-1958)
La República de Egipto (en árabe: جمهورية مصر‎, romanizado: Ǧumhūriyyat Maṣr) fue el nombre oficial de Egipto desde la abolición de la monarquía egipcia y sudanesa en 1953 hasta la unión de Egipto con Siria en el República Árabe Unida en 1958. La declaración de la república fue seguida de la revolución egipcia de 1952, impulsada por la impopularidad del rey Faruk, que fue visto como demasiado débil frente a los británicos, junto con la derrota en la guerra árabe-israelí de 1948.
Con la declaración de la República, Mohamed Naguib fue juramentado como primer presidente de Egipto, y ejerció como tal, poco menos de un año y medio, antes de ser obligado a dimitir por sus compañeros revolucionarios. Después de la renuncia de Naguib, el cargo de presidente estuvo vacante hasta la elección de Gamal Abdel Nasser, en 1956.